# Gökhan Süzen
Gökhan Süzen (Düzce, 12 luglio 1987) è un calciatore turco, difensore del Denizlispor.

## Carriera

### Club
Ha giocato nella prima divisione turca.

### Nazionale
Ha giocato nella nazionale turca Under-23.

## Palmarès

### Club

#### Competizioni nazionali
- TFF 1. Lig: 1

Denizlispor: 2018-2019